# Атгериев, Турпал-Али Аладиевич
Турпа́л-Али́ Аладиевич Атгери́ев (8 мая 1969, Аллерой, Чечено-Ингушская АССР — 18 августа 2002, Екатеринбург) — чеченский государственный и военный деятель, бригадный генерал армии Ичкерии, активный участник первой и второй чеченских войн, с 1994 года занимал должность командира Новогрозненского полка, а затем фронтом вооруженных сил Чеченской Республики Ичкерия. Двоюродный племянник и ближайший сподвижник Аслана Масхадова. Занимал посты первого вице-премьера и министра государственной безопасности ЧРИ. Был осуждён российским судом в связи с причастностью к рейду в Дагестан в 1996 году. Категорически выступал против ваххабизма в ЧРИ.

## Биография
Родился в селении Аллерой[уточнить] (Чечено-Ингушская АССР). После окончания средней школы работал в строительных организациях. Заочно окончил Быковский совхоз-техникум, позже — исторический факультет Чеченского государственного университета. Имел дипломы юриста и историка.
В 1990—1992 гг. занимался бизнесом, руководил малым предприятием. В 1992 году участвовал в вооружённом конфликте в Абхазии в составе формирований Конфедерации горских народов Кавказа, воевал под командованием Шамиля Басаева. В 1992—1994 гг. работал в органах МВД ЧРИ, к 1994 году являлся старшиной 21-й роты ГАИ г. Грозный.

### Участие в первой войне
С декабря 1994 года принимал участие в боевых действиях против российских войск. Во время Первой чеченской войны был командиром Новогрозненского полка, действовавшего преимущественно в восточных районах Чечни.
Участвовал в обороне г. Грозный, боях за Аргун, Гудермес, Аллерой и другие населённые пункты. Командовал различными боевыми соединениями, некоторое время был командующим фронтом.
9 января 1996 года вместе с Салманом Радуевым и Хункар-Пашой Исрапиловым возглавил рейд объединённых отрядов боевиков на г. Кизляр (Дагестан). 18 января руководил прорывом отрядов боевиков из с. Первомайское. В заложники было захвачено более 3000 человек, из них погибли более 40. После этой террористической акции против Атгериева было возбуждено уголовное дело по ст. 77 («бандитизм»), ст. 126 («захват заложников») и ст. 213-3 («терроризм») УК РФ, и он был объявлен в федеральный розыск.
C 1996 года являлся начальником Особого отдела вооружённых сил ЧРИ. В ходе военных действий был дважды ранен, награждён орденами «Герой Нации» (чечен. «Къоман Турпал») и «Богатырь Нации». По окончании войны получил звание бригадного генерала.

### Карьера в ЧРИ
В январе 1997 года руководил избирательным штабом кандидата в президенты Аслана Масхадова. После победы Масхадова на выборах в феврале 1997 года стал членом Высшего президентского совета, курировал вопросы науки и образования. 31 мая 1997 года баллотировался на пост мэра г. Грозный (при фактической поддержке Масхадова) против Лечи Дудаева (племянника покойного Джохара Дудаева). По неофициальным данным, получил большинство голосов (44 %), но выборы были признаны недействительными (фактически сорваны сторонниками Л. Дудаева). В августе 1997 года организовал и возглавил промасхадовское движение «Чеченское исламское государство».
В январе 1998 года назначен первым вице-премьером, курировал силовой блок правительства ЧРИ. В 1999 году назначен министром государственной безопасности ЧРИ. Сайт grani.ru в 2002 году утверждал, что в мае 1999 года Атгериев лично звонил директору ФСБ Владимиру Путину и официально, в качестве министра госбезопасности, предупреждал его о готовящемся вторжении боевиков на территорию Дагестана. В июне 1999 года посетил с частным визитом Москву с целью сбора средств с коммерческих структур для помощи боевикам.

### Розыск, суд, смерть
16 июля 1999 года был задержан в аэропорту «Внуково» сотрудниками Главного управления по борьбе с организованной преступностью МВД РФ. При задержании у него изъяли пистолет «Беретта». После ноты протеста из ЧРИ 18 июля 1999 года был отпущен по указанию премьер-министра Сергея Степашина, «в связи с изменением ему меры пресечения». После начала Второй чеченской войны Генеральная прокуратура России повторно рассмотрела материалы уголовного дела Атгериева и в марте 2000 года вынесла постановление об объявлении его в федеральный розыск. 28 октября 2000 года арестован в Махачкале сотрудниками ФСБ. С этого момента содержался в СИЗО «Лефортово».
В декабре 2001 года Верховный суд Дагестана приговорил Атгериева к 15 годам лишения свободы в колонии строгого режима за участие в террористическом нападении на Кизляр. Отбывать наказание был отправлен в исправительную колонию № 2 г Екатеринбург. Сразу после этапа, 20 июня 2002 года был госпитализирован в тяжелом состоянии с подозрением на лейкемию, вызванную раком почек. Умер 18 августа. Официальная причина смерти — лейкоз и кровоизлияние в почки.
Альтернативные версии причины смерти
Адвокат Атгериева Саида Каландарова заявила:
Я категорически отметаю все эти объяснения смерти моего подзащитного. Он был здоровым человеком. Не было у него ни болезни почек, ни туберкулеза. Во время суда в Махачкале я по его просьбе иногда приносила ему витамины и таблетки от простуды, и если бы у него было что-то более серьёзное, я бы первая узнала. Чтобы убить его, надо было постараться. Я убеждена, что Турпала убили.
Другие люди, знавшие Атгериева, также утверждали, что никаких «предпосылок» этой болезни до последнего времени у арестанта не наблюдалось.
Эту версию считают правдоподобной и ряд экспертов, выступавших в Лондонском суде на слушаниях по делу Закаева — Том де Ваал, Сергей Ковалёв и другие, сопоставлявшие смерть Атгериева с последовавшей в аналогичных обстоятельствах смертью Салмана Радуева.
По мнению адвоката чеченского сепаратиста Закаева Э.Фитцжеральда,
Официальные объяснения причин смерти были встречены с полнейшим недоверием со стороны всех независимых свидетелей. Более того, никакого независимого расследования причин их смерти так и не проводилось.
В своём постановлении по этому делу судья Тимоти Уоркман написал:
Очевидно, что их гибель (Атгериева и Радуева) вызвала значительные подозрения, однако законы Российской Федерации не позволяют проведения общественного расследования причин их смерти. В лучшем случае это могло быть печальным стечением обстоятельств, а в худшем — бессудной казнью. Хотя и существуют веские причины для подозрений, у меня нет объективных доказательств, на основании которых я мог бы официально установить этот факт по делу.